# Fotografía en Perú
La fotografía en el Perú se inició con la introducción del daguerrotipo en 1842, durante el siglo XIX la ciudad de Lima fue la sede de una importante producción fotográfica, mientras que diversos fotógrafos ambulantes recorrieron el país haciendo fotografías tanto de personas como de paisajes. Entre los pioneros de la fotografía se encuentran Maximiliano Danti, Eugène Maunoury, Rafael Castillo, Eugenio Courret y el fotógrafo indígena Martín Chambi Jiménez.

## El daguerrotipo
En agosto de 1838 Louis Jacques Mandé Daguerre presentó el daguerrotipo en París, un invento que pasaría a ser muy importante para la historia de la imagen, un año después el estado francés le compró la patente del invento y lo puso en dominio del público. Las primeras noticias de su existencia aparecieron en el diario El Comercio con fecha del 25 de septiembre de 1839, Sin embargo, hasta 1842 no llegó al puerto de Callao el primer daguerrotipo. De ese modo el diario El Comercio dio a conocer la llegada de Maximiliano Danti en un artículo publicado el 8 de julio de 1842.
Para ese entonces en Europa, luego de varias experimentaciones, el daguerrotipo ya se encontraba definido con mejoras técnicas en sus lentes e innovaciones químicas. Haciendo posible así que los tiempos de exposición se perfeccionaran para los retratos. Ya no se utilizarían largos tiempos de exposición sino que se reducirían a dos minutos en la sombra y un minuto a pleno sol. De esta forma el retrato se convertiría en la función principal del daguerrotipo siendo los formatos placas de 21,5 x 16,5 cm y sus fracciones. Esta clase de daguerrotipo es la que Maximiliano Danti trae a Perú. De ese modo el primer estudio fotográfico se abre en Lima en unas fechas tempranas.
La demanda de retratos por la clase acomodada hizo que los estudios fotográficos comenzaran a crearse tras la llegada de daguerrotipistas provenientes de distintos países del mundo aunque la mayoría eran franceses, así entre 1842 y 1846 estuvieron en Perú: Philogone Daviette, A. de Lattre, N. Fournier y Fernando Lebleux, en torno a 1855 llegaron Amic Gazan y Emilio Garreaud que se trasladó a Chile en 1859. Entre 1846 y 1852 son los fotógrafos estadounidenses los que se establecieron, entre ellos se puede citar a J. Newland, Herman Husband, Arthur Terry o los hermanos Ward, aunque el más conocido fue Benjamin Franklin Pease que ya empleaba el procedimiento del colodión.
El modo de trabajo de los primeros fotógrafos era itinerante, casi nunca se establecían en una ciudad específica sino que a medida que iban cumpliendo con lo deseado, se cambiaban de ciudad o país para seguir con otros trabajos correspondientes al ámbito de la fotografía o cualquier otro.
Todos los daguerrotipistas que iban llegando al país utilizaban la prensa como forma de promocionar su trabajo. Realizaban avisos que describían su trayectoria, la calidad de sus servicios y las condiciones en que estos eran prestados. Al ser sus trabajos itinerantes se debían contactar con otros comerciantes de la ciudad a la que llegaban, como fonderos u hoteleros para que les facilitaran las habitaciones más iluminadas o con propietarios de tiendas para que les proporcionaran vitrinas para mostrar sus trabajos.
Se considera que el retrato de Manuel Alarco que data de 1846, es el daguerrotipo más antiguo de Perú. Encontrándose este en paradero desconocido. También pudieron identificarse daguerrotipos que por la escasa calidad en su técnica podrían ser fechados en 1845. Se supone que fueron realizados por alguno de los daguerrotipistas franceses de la época como: De Lattre, Fournier o Lebleux. Se cree que ellos eran aprendices aventureros o profesionales con poca experiencia que debido a la gran cantidad de daguerrotipistas que había en su territorio venían en busca de nuevos mercados. Si bien ellos se mostraban ante la prensa como "acreditados" y "célebres" daguerrotipistas "recién llegados de París", ninguno aparece registrado en los estudios sobre la daguerrotipia francesa.
Sin embargo muchos de estos daguerrotipistas abandonaron su profesión inicial por alguna otra que le sustentara más. Este es el caso de Maximiliano Danti que pasados los seis meses de establecerse en Lima deja la daguerrotipia para convertirse en comerciante de la ciudad hasta mediados de 1860. De la misma forma le pasa a Fernando Lebleux que al llegar a Lima en 1845 se establece con un negocio de lavandería al vapor y es en 1846 cuando se anuncia como daguerrotipista pero luego sería la lavandería su principal fuente de ocupación.
Se presume que fue Jacinto Pedevilla el primer daguerrotipista peruano. Aunque su apellido también escrito como "Pedeville", presentó confusión por lo que se llegó a considerarlo francés. Su padre, Cayetano Pedevilla, era un platero genovés establecido en la capital peruana. De esta forma el primer aviso que publica Jacinto Pedevilla en Lima fue en 1846 donde indicaba que sus trabajos se exhibían al público en una joyería. Así mismo él ofrecía accesorios como anillos y pendientes o marcos para sus daguerrotipos. Jacinto Pedevilla también pudo haber formado su vocación al tener como familiar a Luis Pedevilla quien era propietario del Gabinete Óptico de Lima en 1850. Si bien Jacinto Pedevilla se inició en Lima, se sabe que en diciembre de 1845 también trabajó en Cusco. Como todo daguerrotipista con carácter itinerante Jacinto Pedevilla viaja en septiembre de 1854 a Chile estableciéndose con un estudio fotográfico en Valparaíso. Es así como ya para esta época los daguerrotipistas iban dejando su modo de trabajo itinerante para ir estableciendo sus propios estudios fotográficos en locales fijos en alguna ciudad como lo fue en Lima.

## La tarjeta de visita
Desde que Disdéri introdujo la tarjeta de visita como un medio para disponer de retratos se produjo un gran éxito comercial. En 1862 se estableció en Lima Eugène Maunoury que comenzó a realizar estas tarjetas en la Sociedad Fotográfica Maunoury y Cía. Otro autor fue Eugenio Courret que vino en un principio como operario de Maunoury, pero en 1863 montó un estudio con su hermano con el nombre de "Fotografía Central" que a partir de la marcha de Maunoury en 1865 y tras la compra de su negocio se convirtió en la mayor empresa fotográfica de Perú, firmando sus fotografías como "Courret hermanos, sucesores de E. Maunoury". En torno a 1892 los hermanos regresaron a Francia donde continuaron ejerciendo como fotógrafos. Sin embargo su negocio estuvo regentado por Adolfo Dubreuil y en 1929 se conocía como "Fotografía Dubreuil" hasta su cierre en 1935. 
Otros fotógrafos que se establecieron aprovechando el auge de la tarjeta de visita fueron los fotógrafos estadounidenses Henry de Witt Moulton y Villroy R. Richardson. Como representaban a una firma estadounidense pusieron de moda las tarjetas fotográficas y desde Lima se vendían a todo el cono sur. Asimismo existió una industria para colorear o "iluminar" las fotografías en blanco y negro de vistas estereoscópicas. Poco a poco los fotógrafos nacionales comenzaron a realizar fotografías, entre ellos se pueden mencionar los discípulos de Dubreil, Diego Goyzueta, Elías del Águila y Luis S. Ugarte.

## Fotografía de guerra
Los comienzos de la fotografía documental mostraban gran interés por los conflictos armados, uno de los primeros casos de este tipo de fotografía realizados en Perú fue el reportaje sobre el ataque de la flota española al puerto de Callao en 1866. También se realizó un reportaje sobre el conflicto originado en el desierto de Atacama, entre las fronteras de Chile y Bolivia con motivo de que se habían localizado minerales de nitrato y estos países tenían intereses en estos. Perú firmó un tratado con estos dos el cual fracasó y Chile declaró guerra. El trabajo de los fotógrafos se limitaba a obtener imágenes de los prolegómenos y el resultado de las batallas, pero no se les permitía hacer tomas durante las mismas. Eduardo Clifford Spencer fue el fotógrafo que realizó el reportaje de toda la Guerra del Pacífico desde el punto de vista chileno, sus fotografías les sirvieron como documentación y propaganda para ser mostradas en los periódicos de Chile de esa época. Las imágenes mostraban la victoria, la tecnología del momento (cañones, defensas, trincheras), las ciudades destruidas del enemigo y las banderas del triunfador ondeando por todas partes.

## Fotografíapost mortem
Como el precio de las fotografías no era muy accesible, muchas personas no podían tomarse el lujo de tener algún retrato de ellos mismos, o una típica foto familiar, por lo que muchas veces se optaba por este tipo de fotos en último momento como un recuerdo del fallecido.
Para realizar la foto se maquillaba al difunto y se lo ponía la mayoría de las veces en poses para que pareciese que estaba vivo. Se pedía a la familia que posara junto a él, y alrededor se creaba todo una escenografía. También se fotografiaba en el lugar del lecho de muerte. Lamentablemente en esa época gran cantidad de las muertes eran de niños a causa de enfermedades, a ellos se los fotografiaba en brazo de sus padres, o bien se los rodeaba de flores, y se les ponía un vestido blanco.

## La fotografía moderna
Los avances fotográficos permitieron que en el siglo XX se continuase la tradición del retrato en Perú, los estudios se encontraban en las principales ciudades, uno de los más famosos fue el regentado en Arequipa por los hermanos Vargas que eran familiares de Max T. Vargas, pero además existía una tradición de fotografía ambulante, con un cierto carácter etnográfico en la que se puede mencionar a los hermanos Crisanto y Filiberto Cabrera. Algunos de los retratistas más destacados fueron Emilio Díaz y Juan Manuel Figueroa Aznar que retrataba a la alta sociedad en Arequipa y Cuzco.
Varios fotógrafos realizaban también reportajes y fotografía de paisajes además de retratos, entre ellos se incluyen Jacinto Pedeville, Rafael Castillo, Juan Manuel Figueroa Aznar y Martín Chambi Jiménez, existiendo reportajes sobre las ruinas de Machu Picchu de estos últimos fotógrafos realizados tras su descubrimiento a comienzos del siglo XX. La fotografía de reportaje también fue un motivo para fotógrafos como Emilio Garreaud, Ricardo Villalba, Rafael Castillo, Miguel Chani y Luis Albiña.
El reportaje gráfico ha estado realizando un seguimiento de la actualidad en Perú, pero en muchos casos se ha tratado de periodistas extranjeros que han seguido de un modo puntual acontecimientos de relevancia internacional como el fenómeno de Sendero Luminoso o las diferentes crisis políticas, sin embargo se puede mencionar a Carlos "Chino" Domínguez como fotógrafo destacado.
En el plano del fomento institucional de la fotografía hasta finales del siglo XX no surge gran interés por rescatar y preservar el legado fotográfico, sin embargo se puede destacar la creación en 1991 del Consejo Peruano de Fotografía de la Región Inca con sede en Cuzco. Se puede encontrar obra fotográfica en diferentes archivos: el Archivo General de la Nación, la Biblioteca Nacional que entre otros tiene parte del Archivo Courret, el Archivo Fotográfico Martín Cambi, la fototeca del Centro de Estudios Andinos "Bartolomé de las Casas" y el Instituto de Arte Fotográfico, así como en archivos en el extranjero.

## Fotógrafos

### Eugène Maunoury
Fotógrafo que llega a Chile desde Francia y en el año 1861 se asienta en Lima, Perú.
En 1862 se publica en los diarios una carta de Nadar publicitando a Maunoury como corresponsal de su casa de fotografía en París.
"Tengo el honor de avisar al respetable público de esta capital que solo en Lima el Sr. Maunoury, fotógrafo, 71- Calle del Palacio -71, es el único poseedor de mis nuevos procedimientos fotográficos, premiados en París y Londres.
Nadar. 35 Boulevard des Capucines, París" (El Comercio, 4 de mayo de 1862: Última página).
El estudio tuvo gran éxito y pronto se crearon dos nuevas sucursales.
También trabajó como corresponsal de Le Monde Illustré de París.
Sus mayores trabajos fueron desde vistas de paisajes y retratos hasta fotografía mortuoria.
Para mediados de 1863 Maunoury deja el Estudio a manos de los hermanos Courret y él regresa a Francia.

### Rafael Castillo
Fue un fotógrafo peruano que se estableció en Lima desde la década de 1860 hasta 1890.
Su estudio fotográfico se llamaba "Fotografía Nacional". Realizaba copias al carbón.
Tiene una serie llamada "Angelitos" en la que muestra fotografías de niños fallecidos.

### Eugène Courret
Más conocido como Eugenio Courret, llegó a Lima en 1860, comenzó a trabajar en el estudio de Eugène Maunoury.
En 1863 funda con su hermano el estudio fotográfico "Fotografía Central".
En 1935 el estudio quiebra y se entrega como forma de pago a los empleados los negativos de vidrios.
Una de las familias que recibió estos negativos decidió entregárselos a la Biblioteca Nacional del Perú.
Los hermanos Courret imponen la tarjeta de visita, la cual tuvo mucho éxito.

### Martín Chambi Jiménez
Está considerado con el más importante de los fotógrafos indígenas junto a Juan Manuel Figueroa Aznar. Nació en 1891 en Coasa, en la provincia de Carabaya del departamento de Puno y aprendió fotografía en Arequipa en el estudio de Max T. Vargas, aunque en 1920 abrió su propio estudio en Cuzco. Su fotografía estuvo muy influenciada por el pictorialismo. Tras su muerte en 1973 su obra ha recibido reconocimiento en diversos países, tras una exposición retrospectiva en 1979 en el MOMA de Nueva York y la participación en una "Muestra de Fotografía Latinoamericana" en 1981 en Zúrich, en España se pudo contemplar su obra en 1990 en el Círculo de Bellas Artes de Madrid y en el 2001 en París en una exposición organizada por el Instituto Cervantes. Su trabajo de documentación de los vestigios incas permitió que en su época se conociese el universo de los incas en torno a Cuzco.